# 나우루의 경제
나우루의 경제는 2019년 인구 기준으로 11,550명에 불과하다. 경제는 역사적으로 인산염 채굴에 기반을 두고 있다. 2010년대 말까지 1차 인산염 매장량이 고갈되면서 나우루는 소득원을 다양화하고자 노력해왔다. 2020년 나우루의 주요 수입원은 나우루 영해의 어업권 판매와 지역 처리 센터(호주 앞바다의 이민 구금 시설)의 수입이었다.
나우루는 호주, 대만, 뉴질랜드 등 해외 원조에 의존하고 있다.

## 경제 성과
1968년 독립 이후 나우루는 풍부한 인산염 매장량으로 인해 세계에서 가장 높은 1인당 GDP를 보유하고 있었다. 인산염 예금이 고갈될 것을 예상하여, 인산염 수익의 상당 부분이 이러한 변화를 완화하고 나우루의 경제적 미래를 마련하기 위한 목적으로 신탁 펀드에 투자되었다. 그러나 일부 소모적인 외국인 투자 활동을 포함한 신탁 기금으로부터의 과도한 지출 때문에, 정부는 현재 사실상 파산에 직면해 있다. 비용 절감을 위해 정부는 임금 동결, 인력 과잉 감축, 수많은 정부 기관의 민영화, 나우루의 해외 영사관 일부 폐쇄를 요구했다. 금융의 부실과 부패로 인한 경제적 불확실성과 기본적인 상품의 부족은 국내의 불안을 초래했다. 2004년 나우루는 정쟁과 섬의 통신 시스템 붕괴로 혼란에 직면했다. 게다가, 주택과 병원의 악화는 계속되고 있다.
나우루 경제에 대한 종합적인 통계는 거의 존재하지 않으며, 나우루의 GDP 추정치는 매우 다양하다. 미 국무부에 따르면 2004년 나우루의 GDP 규모는 100만 달러였다. 나우루는 호주로부터 매년 2천만 달러의 해외 원조를 받는다.
2012년 이후 나우루 지역 처리 센터의 재개장으로 국가 경제는 크게 성장하였다.
가장 최근의 2020년~2021년 나우루 예산은 COVID-19로 인한 경제 위축과 지역 처리 센터 관련 활동의 감소를 나타낸다. 2020년~2021년에는 약 2억150만 달러의 수익과 2억1040만 달러의 지출이 예상된다.

## 국제 수지
인산염은 나우루의 유일한 수출품이지만, 정부는 풍부한 가다랑어 참치 어장을 외국 어선에 허가함으로써 상대적으로 상당한 외환수익을 얻고 있다. 2004년 인산염 수출로 인한 수입은 64만 달러였으며, 호주, 뉴질랜드, 일본은 국가의 주요 수출 시장 역할을 했다. 같은 해 나우루 정부의 예산에 따르면 외국 어선의 면허 수입은 300만 달러 이상이었다.
나우루는 호주와 뉴질랜드를 주요 수입원으로 하여 식량, 물, 연료, 공산품 등 거의 모든 기초재 및 자본재를 수입해야 한다. 2004년 나우루의 수입은 총 1,980만 달러였다.

## 자금
나우루는 2000년대 초 나우루 은행과 나우루 금융공사가 파산해 영업을 중단한 뒤 2004년 나우루 정부에 의해 모든 역외은행의 인가가 취소된 이후 최소 2004년부터 현금경제로 자리 잡았다. 나우루는 호주 달러를 통화로 사용한다. 대부분의 정부 지급은 전자 자금 이체를 통해 이루어진다. 판매 시점에서의 전자 자금 이체는 2020년에 도입되었다. 정부는 유동성을 유지하기 위해 주기적으로 호주 통화를 환산해야 한다.
2015년 6월 2일, 재무부에 의해 호주에서 다섯 번째로 큰 은행인 벤디고와 애들레이드 은행의 기관이 나우루에 설립되었다. 2016년 4월 말부터 호주의 가장 큰 은행 중 하나인 웨스트팩은 나우루 정부와 어떠한 거래도 하지 않았다. 2016년 4월 21일, 벤디고 은행은 나우루의 영업도 중단하라는 압력에 직면했다고 발표했다. 2020년 9월, 벤디고와 애들레이드 은행의 대리점은 나우루에서 영업을 계속하고 있다.

## 과세
2014년 10월 1일, 나우루에서는 처음으로 소득세가 부과되어 고소득자들이 10%의 균일세를 납부하였다. 2015년 정부 지출은 9천 2백만 달러 미만으로 예측되었다. 세금에는 공항 출국세와 메네네 호텔의 침대세가 포함된다. 2007년~2008년 예산안에서는 담배에 대한 기존 소비와 수입에 대한 관세가 증가했다. 설탕이 든 음식에 대한 세금 또한 도입되었는데, 주로 나우루의 당뇨병 전염병과 싸우는 것을 돕기 위해서였다.

## 조세 회피 여부
역사적으로 나우루는 역외 금융 서비스를 제공하는 국제 금융 중심지의 운영으로 인해 조세 피난처로 여겨졌다. 2001년 나우루는 돈세탁의 피난처가 되었다는 우려로 국제 블랙리스트에 올랐다. 2004년에 개정된 나우루의 역외 은행 부문은 폐지되었고, 나우루의 최근 자금세탁 방지 및 테러 자금조달(AML/CFT) 검토에서 인정되었듯이, 나우루의 역외 부문은 이제 소규모 역외 회사 등록부로 제한되었다.
2017년 7월 경제협력개발기구(OECD)는 나우루의 조세 투명성 기준을 상향 조정했다. 나우루는 국제 조세 투명성 기준과 규정을 준수할 수 있음을 보여주지 못한 14개국과 함께 명단에 이름을 올렸다. OECD는 이후 나우루를 빠르게 추적하는 준수 절차를 밟았고, 국가는 "대단히 순응적인" 등급을 받았다.